# Ligne d'Haapamäki à Jyväskylä
La ligne d'Haapamäki à Jyväskylä (finnois : Haapamäki–Jyväskylä-rata) est une ligne de chemin de fer, à voie unique, du réseau de chemin de fer finlandais relie Haapamäki à Jyväskylä.